# VIH perinatal
El VIH perinatal es  la transmisión del virus de inmunodeficiencia humana (VIH) de la madre al hijo durante el periodo del embarazo, el parto o a la edad temprana, durante lactancia. 
Las madres que tienen VIH y que no reciben tratamiento y no dan de mamar tienen una probabilidad de alrededor del 25% de transmitir el VIH a sus bebés. La buena noticia es que el tratamiento con un grupo de fármacos que se llaman antirretrovirales puede reducir esta probabilidad al 2% o menos.

## Factores de riesgo de transmisión
Algunos de los factores Maternos que aumentan el riesgo de transmisión perinatal son:
- Alta carga viral materna:  Una mayor cantidad de virus en la sangre materna puede aumentar significativamente el riesgo de transmisión al bebé.  El tratamiento antirretroviral eficaz puede reducir drásticamente la carga viral, minimizando este riesgo.
- Infección por VIH sin tratamiento o tratamiento no adecuado: La ausencia de terapia antirretroviral o un régimen de tratamiento ineficaz o mal adherido permite una mayor replicación viral y, por tanto, un mayor riesgo de transmisión.
- Infección por VIH tardíamente diagnosticada: El diagnóstico y el inicio del tratamiento durante el embarazo o el parto tardío incrementan el riesgo.
- Bajo recuento de CD4 materno: Un sistema inmunitario debilitado en la madre puede aumentar la concentración del virus y facilitar la transmisión al feto.
- Coinfecciones: La presencia de otras infecciones (como tuberculosis, hepatitis B o sífilis) en la madre a su vez suele ser un factor que complique el embarazo y traer un aumento a su vez en la susceptibilidad a la transmisión del VIH.
- Enfermedades maternas:  Ciertas enfermedades maternas pueden debilitar el sistema inmunitario y aumentar el riesgo, como es el caso de la malaria grave.
- Infección por VIH durante el embarazo: La adquisición de la infección por VIH durante el embarazo trae consigo un riesgo mayor de transmisión vertical.
- Rotura prematura de membranas (RPM):  La RPM prolongada aumenta el tiempo de exposición del feto al fluido amniótico potencialmente infectado.
- Parto por cesárea no programada: Si la cesárea se realiza cuando ya ha comenzado el trabajo de parto, la reducción del riesgo puede ser menor.
- Amamantar: La lactancia materna es una vía de transmisión importante del VIH al bebé.
- Uso de drogas intravenosas: El compartir agujas y jeringas por parte de la madre aumenta el riesgo de transmisión del VIH, incrementando también la carga viral.

Algunos de los factores relacionados con el parto son:   
- Rotura prematura de membranas (RPM): La exposición prolongada del feto al fluido amniótico infectado aumenta la probabilidad de transmisión.
- Parto prolongado o complicado: Un parto prolongado aumenta el riesgo de exposición del bebé al virus durante el proceso del parto.
- Hemorragia posparto:  Una hemorragia puede significar que existe un aumento en la exposición del bebé a sangre materna infectada.
- Trauma durante el parto:  Las lesiones durante el parto pueden aumentar el riesgo de transmisión.
- Parto vaginal versus cesárea:  Mientras que la cesárea electiva reduce el riesgo de transmisión, la eficacia disminuye si el trabajo de parto ya ha comenzado antes de la cesárea.

Y los factores relacionados con el recién nacido y que suelen ser menos determinantes son:   
- Prematuridad: Los bebés prematuros tienen un sistema inmunológico inmaduro y pueden ser más susceptibles a la infección.
- Bajo peso al nacer:  Similar a la prematuridad, el bajo peso al nacer se asocia a mayor riesgo de infección.

## Vías de transmisión
En ausencia de tratamiento antirretroviral, la transmisión vertical de madre a hijo oscila entre el 14 y el 25%. Dentro de esta transmisión, podemos distinguir tres tipos:
- Transmisión intraútero, a través de la placenta, con un riesgo de 25 al 40% de transmisión de madre a hijo.
- Transmisión intraparto, a través del canal del parto por ascenso del virus a través de la vagina, absorción del virus a través del tracto digestivo o micro transfusiones sanguíneas. En estos casos existe el mayor riesgo de transmisión con un porcentaje de entre el 60 y el 75%.
- Lactancia materna, a través de la leche de la madre, con un riesgo de 16% en las infecciones establecidas y de 29% en las primas infecciones.

## Sintomatología
Es común que los neonatos menores de 3 meses no expresen síntomas, sin embargo cuando estos se desarrollan, suele incluir inflamación en las glándulas linfáticas o salivales, aumento del tamaño irregular del bazo o el hígado,  infecciones de cándida bucal, en los senos paranasales, del tracto respiratorio o en los oídos, diarrea y va acompañado de problemas del crecimiento y motores que traen como resultado un lento desarrollo en el habla o para gatear.

## Diagnóstico
Si bien, todos los recién nacidos de madres que se han infectado con VIH obtienen un resultado positivo en los análisis de anticuerpos al nacer como resultado de la transferencia pasiva del anticuerpo VIH a través de la placenta sin embargo, es posible diagnosticarlo correctamente mediante el análisis virológico. Usualmente este estudio en bebés se realiza entro de los 2 primeros días después del parto,  al mes de nacido y en el periodo entre los 4 y los 6 meses.  
Ahora bien, en embarazadas algunas de las pruebas que se suelen realizar son el conteo CD4, la carga viral y la prueba de resistencia.

## Tratamiento
Durante el embarazo la embarazada se somete usualmente a tratamiento mediante la terapia de antirretrovirales mediante la ingesta de 3 medicamentos TAR.
Mismo que reciben los recién nacidos dentro de las primeras 12 horas después del alumbramiento y durante un periodo de hasta 6 semanas.  